# Naaroides albostigma
Naaroides albostigma är en fjärilsart som beskrevs av Rothschild 1916. Naaroides albostigma ingår i släktet Naaroides och familjen nattflyn. Inga underarter finns listade i Catalogue of Life.